# 2751 Campbell
2751 Campbell eller 1962 RP är en asteroid i huvudbältet, som upptäcktes 7 september 1962 av Indiana Asteroid Program vid Indiana University Bloomington med Goethe Link Observatory. Asteroiden har fått sitt namn efter den amerikanske astronomen William Wallace Campbell.
Asteroiden har en diameter på ungefär 6 kilometer och den tillhör asteroidgruppen Nysa.